# Skelton (Cumbria)
Skelton è un villaggio e parrocchia civile dell'Inghilterra, appartenente alla contea della Cumbria.

## Monumenti e luoghi d'interesse

### Architetture civili
- Hutton-in-the-Forest Hall[1][2][3]